# Одеська товарна біржа
Одеська товарна біржа — найстаріша біржа на терені України, заснована в 1796 з ініціативи іноземного купецтва, у руках якого тоді перебувала вся експортна торгівля.
Біржові зібрання провадилися щоденно спочатку в приватному, а з 1834 — у будинку, спеціально збудованому для біржі (1829–1837, архітектор Франц Боффо; нині у будівлі міська рада.
У 1894–1899 споруджено нову біржу за проектом архітектора Олександра Бернардацці, тепер тут філармонія).
Для обговорення комерційних питань і запровадження місцевого кредитування біржа з 1829 мала відділення комерційної ради на зразок закордонних. Через кожні 2 тижні відбувався аукціонний розпродаж товарів.
На біржі відбувалася оптова продажа різних товарів, цінних паперів, валют, але головною статтею торгівлі став хліб, який надходив із степової України, Поділля та Пониззя і експортувався в Західну Європу. За своєю вартістю зерновий вивіз з Одеси протягом 1846—1853 становив понад 41% від вартості всього зерноекспорту Російської імперії. Найзначнішим щорічний експорт хліба з Одеси на початку 20 ст. був протягом 1901-1905, коли щороку вивозилося майже 49,5 млн пудів пшениці, 14,7 млн пудів жита та 20,6 млн пудів ячменю. У подальші роки хлібна торгівля і, таким чином, товарооборот скоротилися у зв'язку з розширенням подібної діяльності в інших південних містах України, передусім у Херсоні, а також з великою конкуренцією з боку позаєвропейських держав. Торгівля ж фондами регулювалася «Одеськими біржовими правилами щодо угод з купівлі і продажу цінних паперів, золотої валюти, трат і тому подібних цінностей». 1914 на Одеській товарній біржі котирувалося фондових цінностей майже на 6,8 млрд рублів.
Перший статут Одеської товарної біржі затверджено в липні 1848, до того біржа керувалася правилами 1816 та положенням 1837. Тоді ж виник і її керівний орган — біржовий комітет. З його ініціативи при біржі 1887 було засновано першу в Російській імперії арбітражну комісію, 1891 — прийнято новий статут. На посаді голови біржового комітету певний час перебував М.Чихачов. До керівного складу біржі постійно входили впливові керівники зовнішньоторгових фірм — Анатра, Радоканакі, Маразлі, Тработті, Вебстер, російські купці-промисловці Зусман, Новіков.
Припинила свою діяльність під час Першої світової війни з тимчасовим відновленням на початку 1920-х. З перемогою державного регулювання економікою в СРСР необхідність у біржі відпала.
Нині у будівлі розміщується Одеська обласна філармонія.

## Галерея

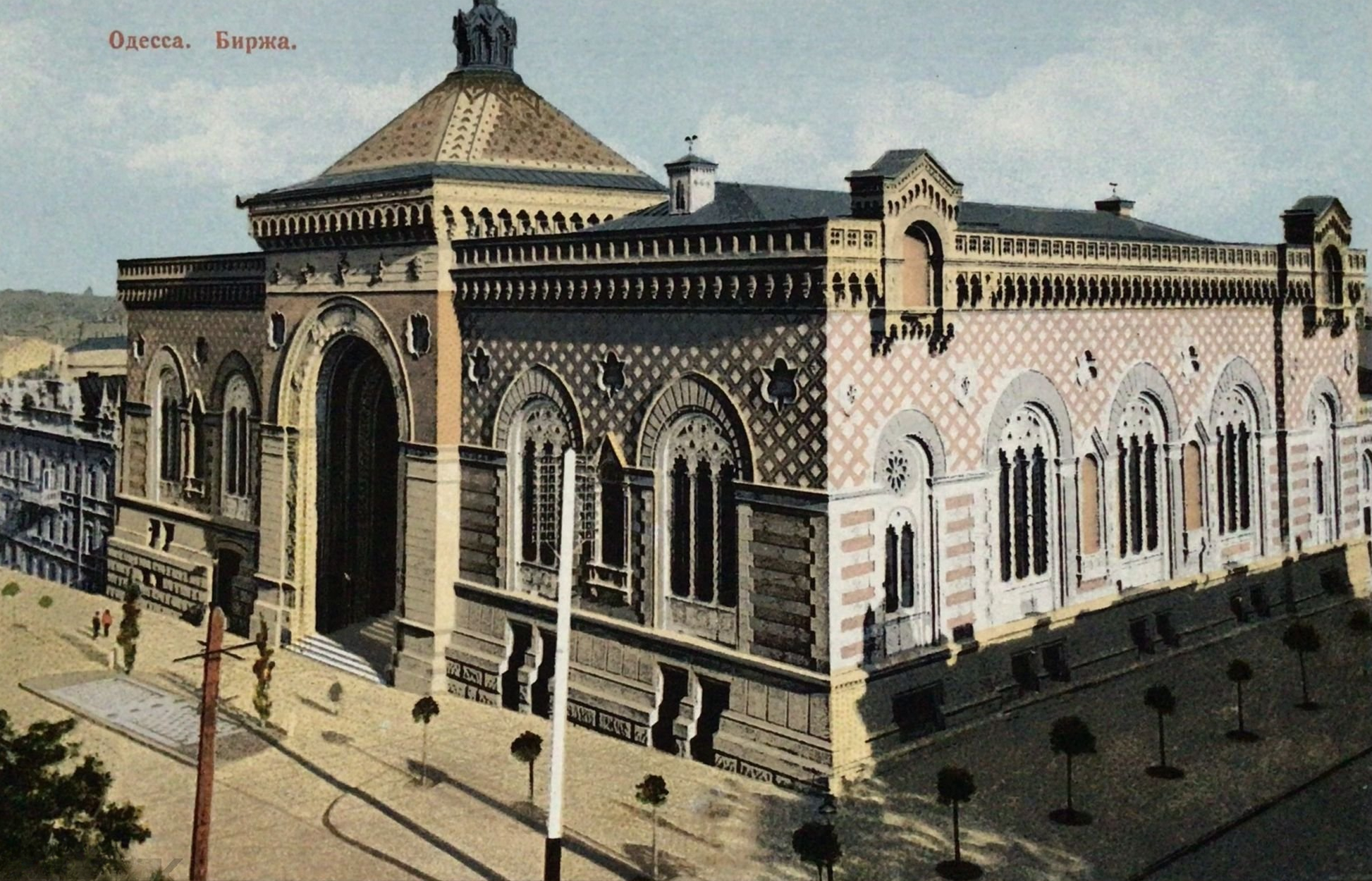
1900
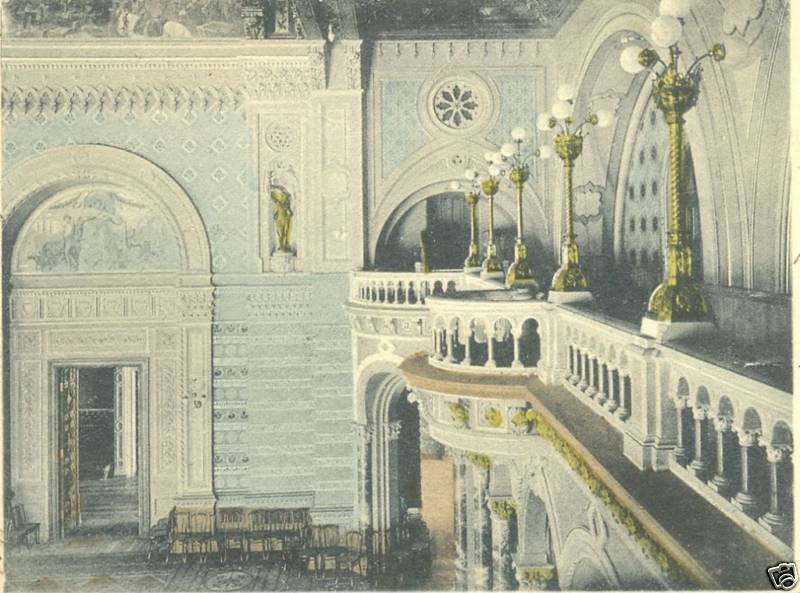
Головна зала
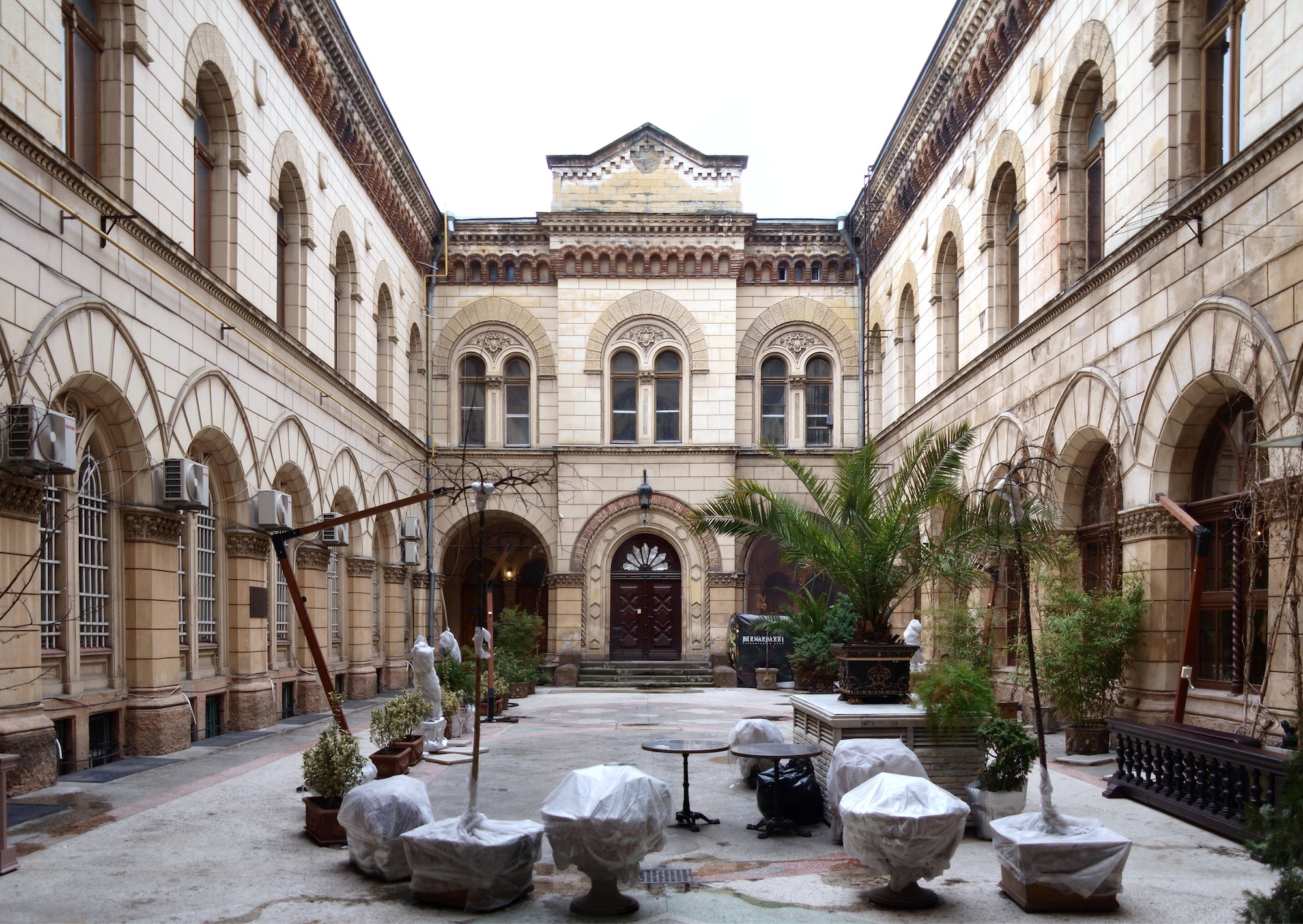
Двір
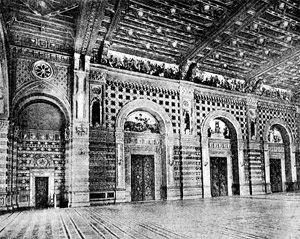
Концертний зал, 1899
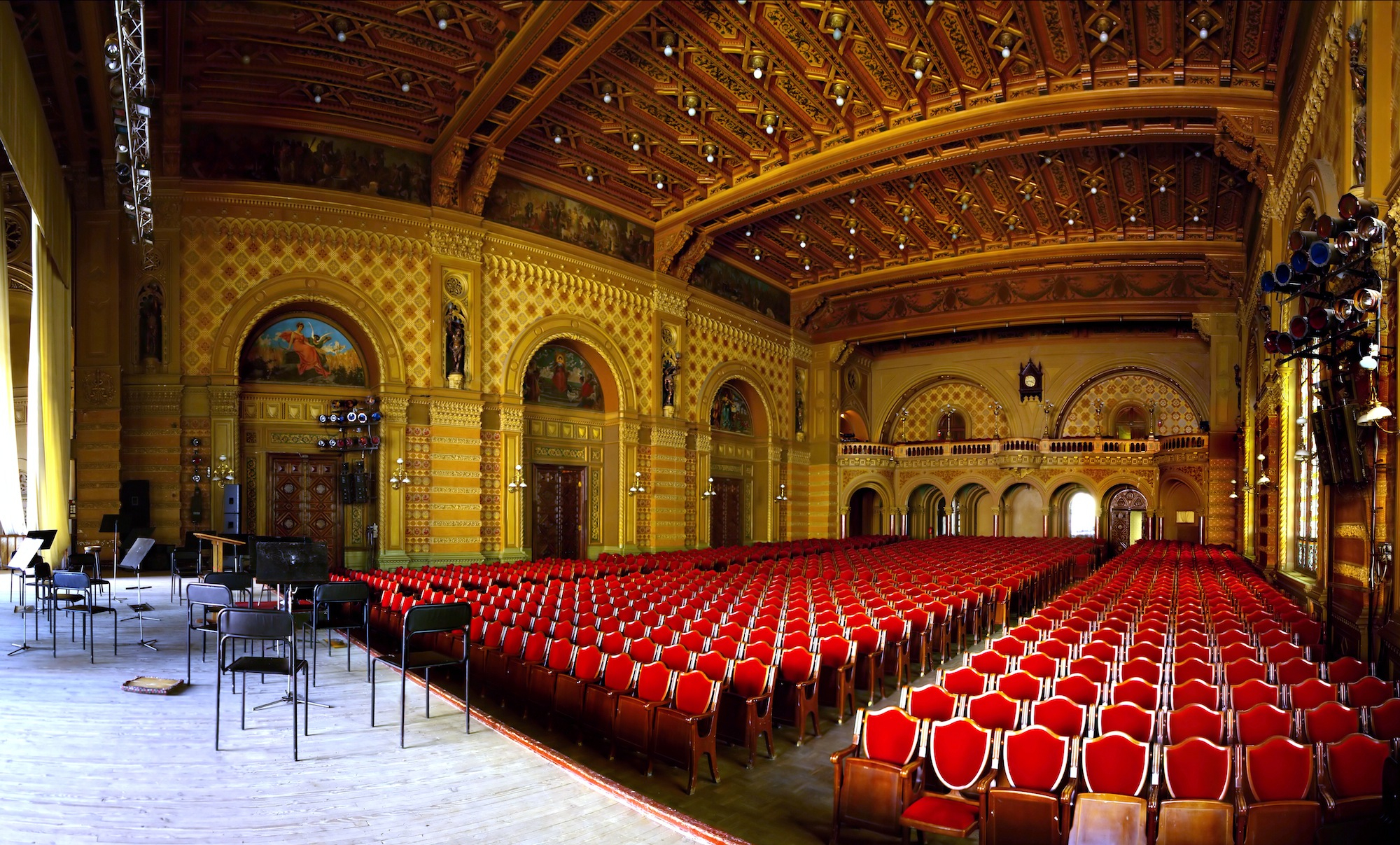
Концертний зал
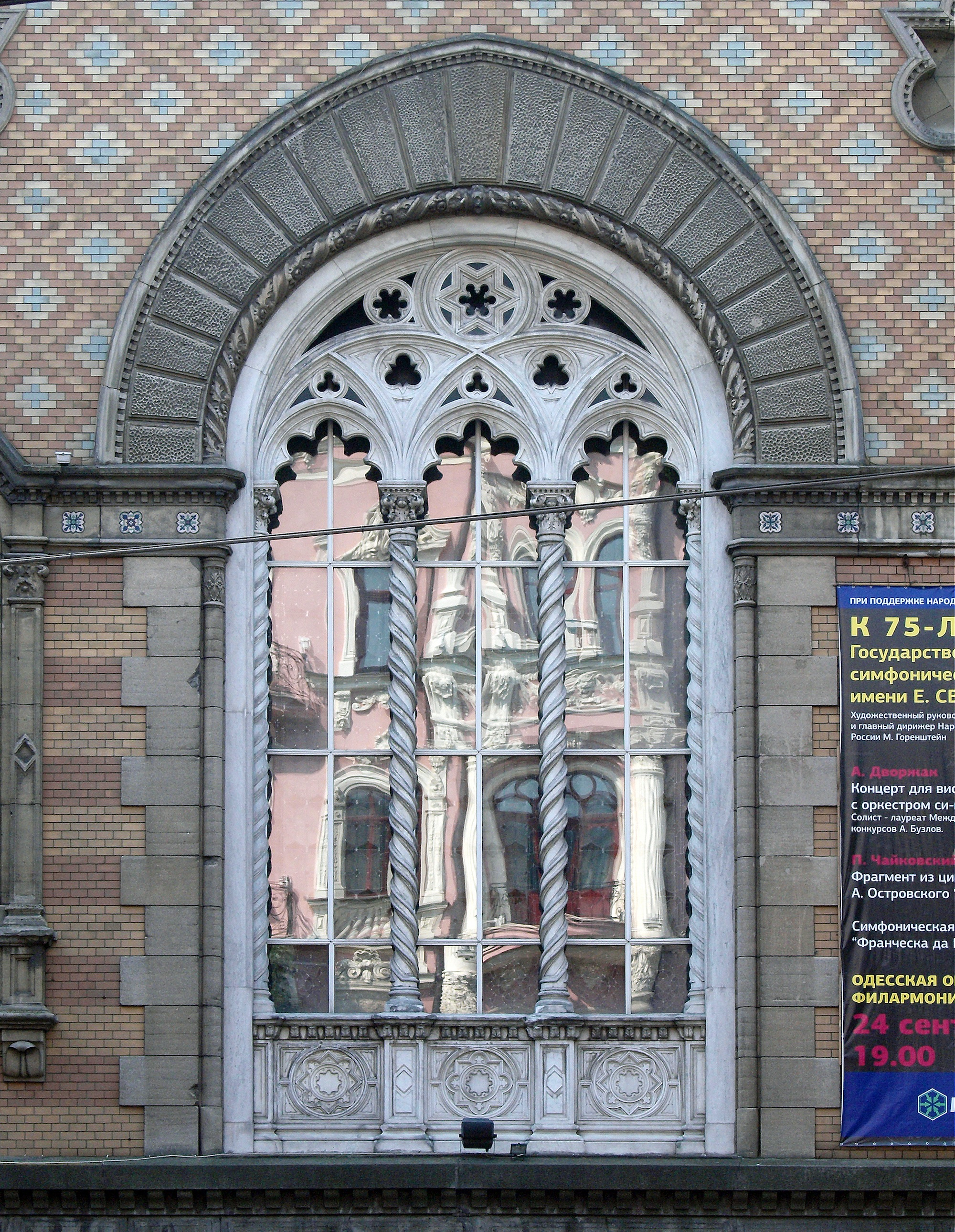
Вікна
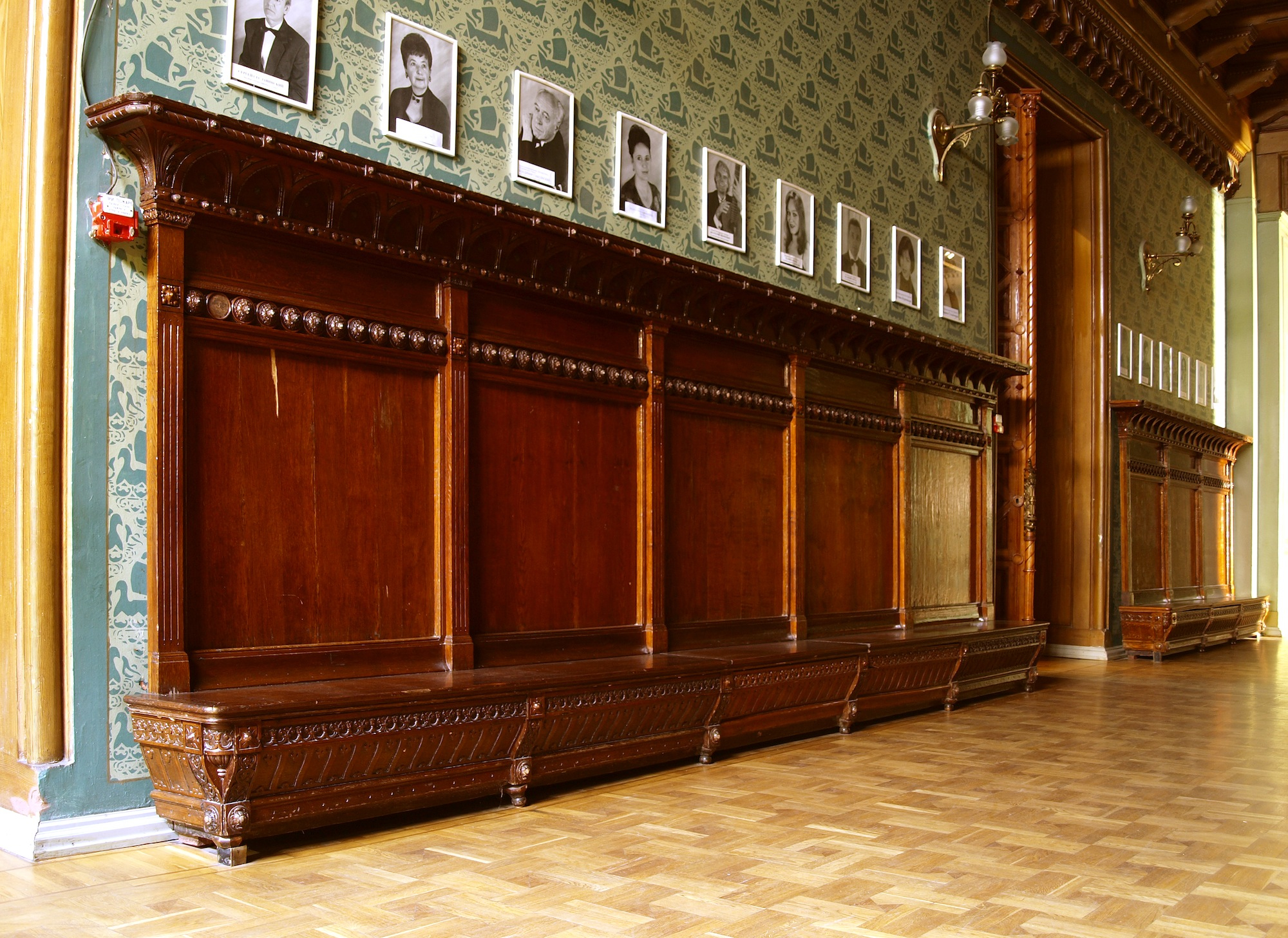
Центральний коридор